# Gisela Medefindt
Gisela Medefindt (16 de marzo de 1957) es una deportista de la RDA que compitió en remo.
Participó en los Juegos Olímpicos de Moscú 1980, obteniendo una medalla de oro en la prueba de cuatro scull con timonel. Ganó una medalla de bronce en el Campeonato Mundial de Remo de 1974.

## Palmarés internacional
| Juegos Olímpicos   | Juegos Olímpicos | Juegos Olímpicos  | Juegos Olímpicos         |
| Año                | Lugar            | Medalla           | Prueba                   |
| ------------------ | ---------------- | ----------------- | ------------------------ |
| 1980               | Moscú (URSS)     | Medalla de oro    | Cuatro scull con timonel |
| Campeonato Mundial |                  |                   |                          |
| Año                | Lugar            | Medalla           | Prueba                   |
| 1974               | Lucerna (Suiza)  | Medalla de bronce | Doble scull              |